# Nerve Software
A Nerve Software amerikai videójáték-fejlesztő cég, melyet Dallas megyében alapított a korábbi id Software-alkalmazott Brandon James. Miután a Rogue Entertainment bezárt, több ott dolgozó fejlesztő csatlakozott a Nerve Software vállalathoz.

## Játékok
- 2001 – Return to Castle Wolfenstein (Többjátékos mód)
- 2003 – Return to Castle Wolfenstein: Tides of War (Xbox átirat)
- 2005 – Doom 3: Resurrection of Evil
- 2006 – Doom (Xbox Live Arcade átirat)
- 2008 – Enemy Territory: Quake Wars (Xbox 360 átirat)
- 2008 – James Bond 007: Quantum of Solace (Többjátékos mód)
- 2010 – Wolfenstein 3D (Xbox Live Arcade és PlayStation Network átirat)
- 2010 – Doom II (Xbox Live Arcade átirat)
- Quest (még kiadatlan játék, amelyet az id Software-rel közösen fejlesztenek)